# Daniel Grataloup
Daniel Grataloup (ur. 19 maja 1960) – francuski pilot rajdowy.
W WRC zadebiutował, startując jednorazowo w Rajdzie Wielkiej Brytanii w 1985 roku z Bernardem Verhackiem.
Prestiż jako pilot zdobył, jeżdżąc z Erikiem Mauffreyem. Sławę przyniosły mu starty z Brunonem Sabym w fabrycznym zespole Peugeota. Od Rajdu Katalonii rozpoczął serię startów z François Delecourem. To właśnie u jego boku wygrywał takie rajdy, jak Rajd Portugalii, Rajd Korsyki czy chociażby prestiżowy Rajd Monte Carlo.
Po Rajdzie Australii Grataloup zakończył karierę w rajdach. Na ostatni w sezonie – Rajd Anglii zastąpił go Dominique Savignoni, jednak zupełnie nieudany start zaowocował wcześniej planowaną decyzją François Delecoura o zakończeniu kariery rajdowca.